# 寶永
寶永是日本的年號之一。在元祿之後、正德之前。指1704年到1711年的期間。這個時代的天皇是東山天皇、中御門天皇。江戸幕府的將軍是德川綱吉、德川家宣。

## 改元
- 元祿17年3月13日（公元1704年4月16日） 因前一年11月22日的元祿大地震而改元
- 寶永8年4月25日（公元1711年6月11日） 改元為正德

原本靈元上皇想將上個年號改為寶永，但不被幕府接納，今次改元獲朝廷及幕府的支持。

## 出典
出自《舊唐書》「寶祚惟永、暉光日新」。

## 寶永年間要事
- 2年：在京都為起，流行神助參拜（お蔭参り）。
- 4年
  - 10月 於遠州灘・紀州灘發生芮氏規模8.6~9.3的大地震。（寶永大地震）
  - 11月23日（12月16日）：富士山最後一次大爆發（寶永大噴火），形成寶永山[2]。
- 5年
  - 2月、發行寶永通寶[3]。6年1月停止在市面流通。
  - 8月、義大利人傳教士约翰·巴提斯塔·西多契在屋久島登陸，被幕府拘捕。
- 7年
  - 3月：發行永字銀[4]。直到正德元年為止年內三次更換貨幣。
  - 4月：發行字金[4]。
  - 6月11日（7月7日）：琉球使節前往江戶，規模是歷來至幕末最大規模，人數達168人[5]。
- 寶永年間：赤福餅開始售賣。

### 出生
- 2年
  - 6月2日（7月22日）-德川宗勝，尾張藩第八代藩主。
- 6年
  - 7月3日（8月8日）-德川家繼，幕府第七代將軍。

### 逝世
- 元年
  - 10月28日（11月27日）-上杉綱憲，第四代米澤藩主。
- 2年
  - 5月18日（7月8日）-德川綱教，第三任紀州藩主
  - 8月8日（9月14日）-德川光貞，第二任紀州藩主
- 3年
  - 8月21日（9月27日）-大村純長，大村藩第四代藩主。
- 4年
  - 10月1日（10月25日）-河村若芝，畫師。
- 5年
  - 10月24日（12月5日）-關孝和，日本數學家。
- 6年
  - 1月10日（2月19日）-德川綱吉，第五代幕府將軍。
  - 6月21日（7月27日）-東山天皇，第113代天皇。
- 7年
  - 10月18日（12月8日）-津輕信政，弘前藩第四代藩主。

## 西元對照表
| 寶永 | 元年   | 2年    | 3年    | 4年    | 5年    | 6年    | 7年    | 8年    |
| ---- | ------ | ------ | ------ | ------ | ------ | ------ | ------ | ------ |
| 西元 | 1704年 | 1705年 | 1706年 | 1707年 | 1708年 | 1709年 | 1710年 | 1711年 |
| 干支 | 甲申   | 乙酉   | 丙戌   | 丁亥   | 戊子   | 己丑   | 庚寅   | 辛卯   |

## 相關項目
| 前一年號： 元祿 | 日本年號 | 下一年號： 正德 |